# Radio Trst A
Radio Trst A (auch als Rai Trst A bezeichnet) ist ein italienischer Radiosender, der sich an die slowenische Minderheit Italiens richtet. Er wird von Radiotelevisione Italiana betrieben.
Das Programm wird in Triest produziert und ist lokal über UKW, Mittelwelle (981 kHz) und DVB-T empfangbar.
Von 19:35 bis 07:00 Uhr wird Rai Radio von Rai Radio 3 Classica übernommen.

## Geschichte
Trst A wurde 1931 als Radio Trieste - Radio Trst gegründet und im Zweiten Weltkrieg in Radio Küstenland - Radio Litorale Adriatico - Primorski radio umbenannt. Nach der Übernahme des Programms durch die Jugoslawische Volksarmee hieß das Programm ab Mai 1945 Radio Trieste Libera - Radio Svobodni Trst. Kurze Zeit später wurde das Programm neu gestartet und übernahm nun zeitweise die italienisch-, slowenisch- und kroatischsprachigen Sendungen des BBC World Service. 1954 kam der Sender zur Radiotelevisione Italiana und wird von dieser heute noch betrieben.